# Odão de Sully
Odão ou Eudo de Sully (em latim: Odo de Soliaco; em francês:  Odon de Sully; m. 1208) foi bispo de Paris entre 1198 e 1208. Politicamente, Odo entrou em conflito com o rei Filipe Augusto quando ele tentou repudiar sua esposa. Era irmão de Henrique de Sully, arcebispo de Bourges. O pai deles, também chamado Eudo de Sully, era filho de Guilherme de Blois, senhor de Sully. É considerado o primeiro a enfatizar a importância da elevação da hóstia durante a missa e, em 1175, proibiu a comunhão para crianças.
Seu predecessor, Maurício de Sully, apesar do nome, não era um parente próximo.